# 운항정보 교신시스템

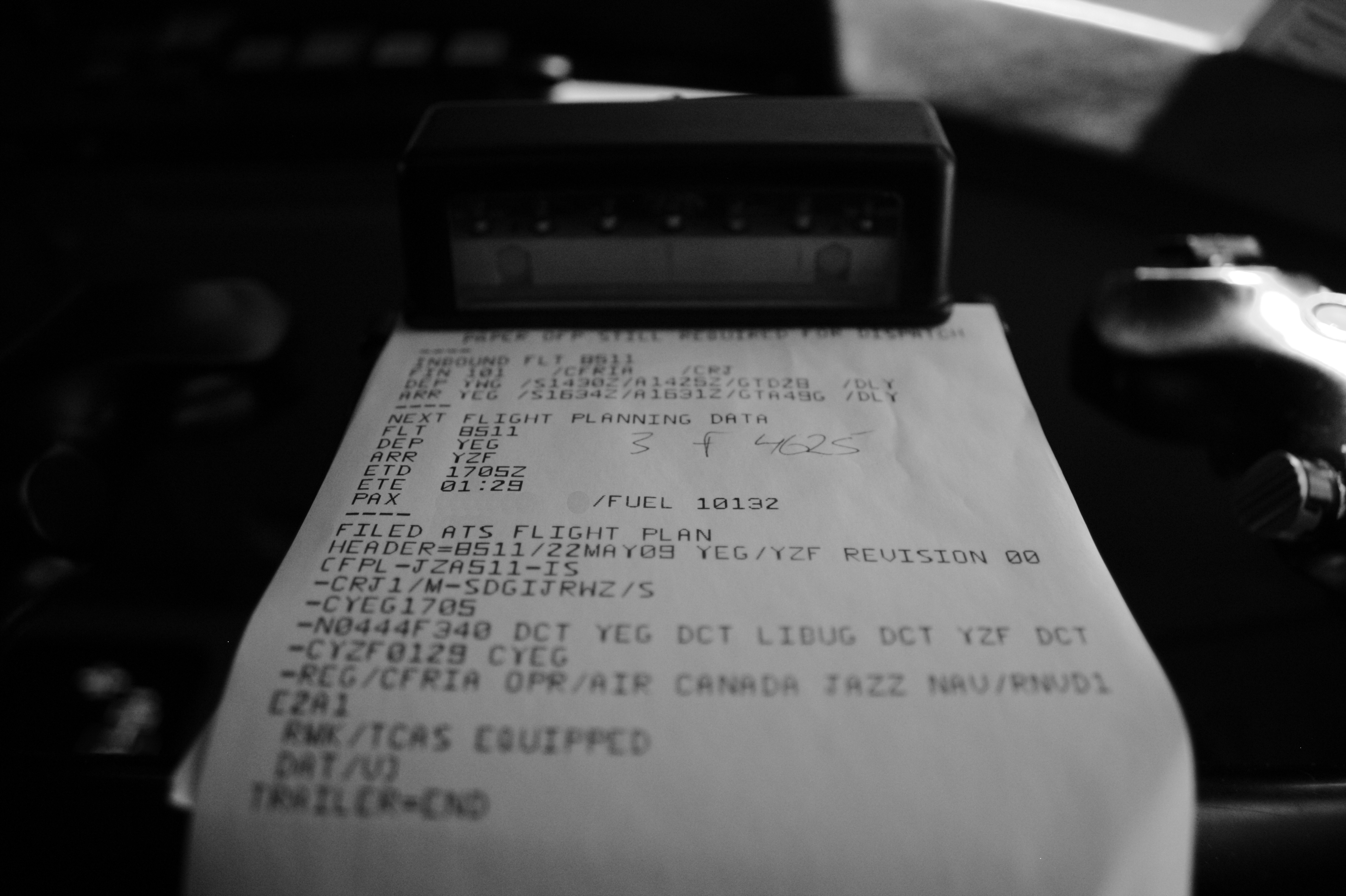
ACARS 메시지의 예시

운항정보 교신시스템(運航情報 交信 - , 영어: ARINC Communications Addressing and Reporting System, ACARS)은 ARINC가 개발한 VHF 데이터 시스템이다.

## 같이 보기
- 트랜스폰더
- 말레이시아 항공 370편